# دهستان هفت خان
دهستان هفت خان، یکی از دهستان‌های بخش بانش شهرستان بیضا در استان فارس ایران است. مرکز این دهستان، روستای دشمن‌زیاری است.

## جمعیت
بر پایه سرشماری عمومی نفوس و مسکن در سال ۱۳۹۵، جمعیت دهستان هفت خان برابر با ۶٬۴۵۵ نفر بوده است.